# Liste der Grade-I-Bauwerke in Warwickshire
| Lage von Warwickshire in England                                                        |
| Gliederung von Warwickshire                                                             |
| 1. North Warwickshire 2. Nuneaton and Bedworth 3. Rugby 4. Stratford-on-Avon 5. Warwick |

Die Liste der Grade-I-Bauwerke in Warwickshire verzeichnet die als (englisch) Grade I eingestuften Bauwerke, die in der Grafschaft Warwickshire liegen.
Von den rund 373.000 Listed Buildings in England sind etwa 9000, also rund 2,4 %, als Grade I eingestuft. Davon befinden sich etwa 112 in Warwickshire.

## Nuneaton and Bedworth
1. Arbury Hall, Nuneaton and Bedworth, CV10
2. Church of St Nicolas, Nuneaton and Bedworth, CV11
3. Stables at Arbury Hall and Attached Wall and Gate Pier to Left, Nuneaton and Bedworth, CV10

## North Warwickshire
1. Blyth Hall, Shustoke, North Warwickshire, B46
2. Church of Our Lady, Merevale, North Warwickshire, CV9
3. Church of St James, Great Packington, North Warwickshire, CV7
4. Church of St Mary the Virgin, Astley, North Warwickshire, CV10
5. Church of St Peter, Mancetter, North Warwickshire, CV9
6. Church of St Peter and St Paul, Coleshill, North Warwickshire, B46
7. Maxstoke Castle, Maxstoke, North Warwickshire, B46

## Rugby
1. Bilton Hall, Rugby, CV22
2. Chapel at Rugby School, Rugby, CV22
3. Church of St Botolph, Rugby, CV21
4. Church of St Edith, Monks Kirby, Rugby, CV23
5. Church of St Margaret, Wolston, Rugby, CV8
6. Combe Abbey and Bridge over Moat Attached to South, Combe Fields, Rugby, CV3
7. Screen, Gates and Gatepiers, Monks Kirby, Rugby, CV23

## Stratford-on-Avon
1. Alscot Park, Preston on Stour, Stratford-on-Avon, CV37
2. Anne Hathaway’s Cottage, Stratford-upon-Avon, Stratford-on-Avon, CV37
3. Bidford Bridge, Bidford-on-Avon, Stratford-on-Avon, B50
4. Chapel Immediately North-West of Compton Verney, Compton Verney, Stratford-on-Avon, CV35
5. Charlecote Park, Charlecote, Stratford-on-Avon, CV35
6. Chesterton Windmill, Chesterton and Kingston, Stratford-on-Avon, CV33
7. Church of All Saints, Billesley, Stratford-on-Avon, B49
8. Church of All Saints, Burton Dassett, Stratford-on-Avon, CV47
9. Church of All Saints, Ladbroke, Stratford-on-Avon, CV47
10. Church of All Saints, Honington, Stratford-on-Avon, CV36
11. Church of All Saints, Weston-on-Avon, Stratford-on-Avon, CV37
12. Church of St George, Brailes, Stratford-on-Avon, OX15
13. Church of St Gregory, Tredington, Stratford-on-Avon, CV36
14. Church of St James, Long Marston, Stratford-on-Avon, CV37
15. Church of St James, Southam, Stratford-on-Avon, CV47
16. Church of St James the Great, Snitterfield, Stratford-on-Avon, CV37
17. Church of St John the Baptist, Aston Cantlow, Stratford-on-Avon, B95
18. Church of St John the Baptist, Cherington, Stratford-on-Avon, CV36
19. Church of St John the Baptist Including Wall to Guildhall, Henley-in-Arden, Stratford-on-Avon, B95
20. Church of St Lawrence, Oxhill, Stratford-on-Avon, CV35
21. Church of St Leonard, Charlecote, Stratford-on-Avon, CV35
22. Church of St Mary, Ilmington, Stratford-on-Avon, CV36
23. Church of St Mary, Preston on Stour, Stratford-on-Avon, CV37
24. Church of St Mary Magdalene, Tanworth-in-Arden, Stratford-on-Avon, B94
25. Church of St Mary the Virgin Dovecote Approximately 105 Metres North East, Kinwarton, Stratford-on-Avon, B49
26. Church of St Matthew, Salford Priors, Stratford-on-Avon, WR11
27. Church of St Michael, Warmington, Stratford-on-Avon, OX17
28. Church of St Michael, Whichford, Stratford-on-Avon, CV36
29. Church of St Nicholas, Loxley, Stratford-on-Avon, CV35
30. Church of St Nicholas, Beaudesert, Stratford-on-Avon, B95
31. Church of St Peter, Wormleighton, Stratford-on-Avon, CV47
32. Church of St Peter, Coughton, Stratford-on-Avon, B49
33. Church of St Peter, Welford-on-Avon, Stratford-on-Avon, CV37
34. Church of St Peter, Wootton Wawen, Stratford-on-Avon, B95
35. Church of St Peter Ad Vincula, Hampton Lucy, Stratford-on-Avon, CV35
36. Church of St Peter and St Paul, Long Compton, Stratford-on-Avon, CV36
37. Church of St Swithin, Quinton, Stratford-on-Avon, CV37
38. Church of the Assumption of the Blessed Virgin Mary, Tysoe, Stratford-on-Avon, CV35
39. Church of the Holy Trinity, Stratford-upon-Avon, Stratford-on-Avon, CV37
40. Clopton Bridge and Attached Former Toll House, Stratford-upon-Avon, Stratford-on-Avon, CV37
41. Compton Verney and Attached Screen Wall, Compton Verney, Stratford-on-Avon, CV35
42. Compton Wynyates, Compton Wynyates, Stratford-on-Avon, CV35
43. Coughton Court, Coughton, Stratford-on-Avon, B49
44. Dovecote Approximately 4 Metres East of Palmers Farmhouse, Wilmcote, Stratford-on-Avon, CV37
45. Ettington Park Hotel, Ettington, Stratford-on-Avon, CV37
46. Farnborough Hall, Farnborough, Stratford-on-Avon, OX17
47. Former Church of Holy Trinity Approximately 70 Metres East of Ettington Park Hotel, Ettington, Stratford-on-Avon, CV37
48. Gatehouse to Charlecote Park, Charlecote, Stratford-on-Avon, CV35
49. Guild Chapel of the Holy Cross, Stratford-upon-Avon, Stratford-on-Avon, CV37
50. Guildhall,king Edward Vi Grammar School, Stratford-upon-Avon, Stratford-on-Avon, CV37
51. Hall’s Croft and Attached Garden Wall, Stratford-upon-Avon, Stratford-on-Avon, CV37
52. Harvard House, Stratford-upon-Avon, Stratford-on-Avon, CV37
53. Honington Hall and Attached Gateways, Walls and Temple, Honington, Stratford-on-Avon, CV36
54. Laundry and Brewhouse and Stables and Coach House Immediately South of Charlecote Park, Charlecote, Stratford-on-Avon, CV35
55. Malt House, Alcester, Stratford-on-Avon, B49
56. Mary Arden’s House and Attached Dairy, Wilmcote, Stratford-on-Avon, CV37
57. Nash’s House (New Place Museum), Stratford-upon-Avon, Stratford-on-Avon, CV37
58. Palmers Farmhouse, Wilmcote, Stratford-on-Avon, CV37
59. Parish Church (Dedication Unknown), Compton Wynyates, Stratford-on-Avon, CV35
60. Ragley Hall, Arrow with Weethley, Stratford-on-Avon, B49
61. Salford Hall, Salford Priors, Stratford-on-Avon, WR11
62. Shakespeare’s Birthplace, Stratford-upon-Avon, Stratford-on-Avon, CV37
63. The Almshouses, Stratford-upon-Avon, Stratford-on-Avon, CV37
64. The Pedagogue’s House, king Edward Vi Grammar School, Stratford-upon-Avon, Stratford-on-Avon, CV37
65. Town Hall, Alcester, Stratford-on-Avon, B49

## Warwick
1. 56, High Street, Warwick, Warwick, CV34
2. Abbey Ruins, Kenilworth, Warwick, CV8
3. Baddesley Clinton House and Bridge over Moat, Baddesley Clinton, Warwick, B93
4. Church of Saint Chad, Bishop’s Tachbrook, Warwick, CV33
5. Church of Saint John the Baptist, Baginton, Warwick, CV8
6. Church of Saint Mary, Stoneleigh, Warwick, CV8
7. Church of Saint Mary Including Beauchamp Chapel, Warwick, Warwick, CV34
8. Church of Saint Michael, Weston under Wetherley, Warwick, CV33
9. Church of Saint Nicholas, Warwick, Warwick, CV34
10. Church of St John the Baptist, Beausale, Haseley, Honiley and Wroxall, Warwick, CV8
11. Church of St Laurence, Rowington, Warwick, CV35
12. Church of St Leonard, Beausale, Haseley, Honiley and Wroxall, Warwick, CV35
13. Church of St Mary, Cubbington, Warwick, CV32
14. Church of St Mary, Beausale, Haseley, Honiley and Wroxall, Warwick, CV35
15. Church of St Mary the Virgin, Lapworth, Warwick, B94
16. Church of St Nicholas, Kenilworth, Warwick, CV8
17. Church of the Assumption of Our Lady, Ashow, Warwick, CV8
18. Egyptian Urn in Garden of Lord Leicesters Hospital, Warwick, Warwick, CV34
19. Hospital of Robert Dudley Earl of Leicester, Warwick, Warwick, CV34
20. Kenilworth Castle, Kenilworth, Warwick, CV8
21. Packwood House and Outbuildings to North East, Lapworth, Warwick, B94
22. St James Chapel west Gate, Warwick, Warwick, CV34
23. St John’s House, Warwick, Warwick, CV34
24. Stoneleigh Abbey, Stoneleigh, Warwick, CV8
25. Stoneleigh Abbey Gatehouse 83 Yards to North West of Stoneleigh Abbey, Stoneleigh, Warwick, CV8
26. The Court House, Warwick, Warwick, CV34
27. The Old Shire Hall and Law Courts, Warwick, Warwick, CV34
28. Town Wall the Part Extending North West from West Gate, Warwick, Warwick, CV34
29. Warwick Castle, Warwick, Warwick, CV34
30. Warwickshire County Council Offices and Former County Gaol, Warwick, Warwick, CV34